# 南足柄市立北足柄小学校
南足柄市立北足柄小学校（みなみあしがらしりつ きたあしがらしょうがっこう）は、神奈川県南足柄市内山にあった公立小学校。

## 概要
南足柄市北部の内山、矢倉沢、地蔵堂の３地区を学区とする、公立小学校である。地元での通称は「北小」、また通う児童は「北っ子」と呼ばれ、親しまれていた。学区の多くは山地であり、かつては農業や林業が盛んであったが、近年は兼業農家が多くを占める。児童の家庭の多くは３世代家族の構成である。米作りや野菜作りなどの学習には積極的な協力を得られるお土地柄である。
　南足柄市教育委員会は2021年３月、2023年の同市立南足柄小学校への統合を発表したが、６年生を除く在校生と新入学予定の全児童が2022年度からの南足柄小学校への就学を希望したことから、2022年３月の閉校が決まった。閉校した2021年度の在籍児童は３年生から６年生、13人であった。

## 沿革
- 1873年（明治6年）5月29日 - 「関本化源舘分校」（第二内山枝校）創立[5]。
- 1880年（明治13年） - 「内山小学校」に改称[5]。
- 1890年（明治23年） - 「尋常北足柄小学校」に改称、「尋常矢倉沢小学校」開校[5]。
- 1908年（明治41年） - 「尋常矢倉沢小学校」を「尋常北足柄小学校」に統合[5]。
- 1910年（明治43年） - 再び「尋常矢倉沢小学校」と「尋常北足柄小学校」に分かれる[5]。
- 1920年（大正9年） - 「尋常高等北足柄小学校」に改称[5]。
- 1923年（大正12年） - 「北足柄尋常高等小学校」に改称、関東大震災で校舎大破損[5]。
- 1935年（昭和10年） - 「矢倉沢尋常小学校」を再合併し、「矢倉沢分教場」とする[5]。
- 1941年（昭和16年）4月1日 - 「北足柄村立北足柄国民学校」に改称[5]。
- 1947年（昭和22年）4月1日 - 「北足柄村立北足柄小学校」に改称[5]。
- 1955年（昭和30年）4月1日 - 町村合併により、「南足柄町立北足柄小学校」に改称[5]。
- 1964年（昭和39年）3月25日 - 「矢倉沢分校」を廃し、「北足柄小学校」へ統合[5]。
- 1972年（昭和47年）
  - 4月1日 - 市制施行により、「南足柄市立北足柄小学校」に改称[5]。
  - 10月7日 - 開校100周年記念式典を挙行[5]。
- 2022年（令和4年）
  - 3月18日 - 北足柄小学校最後の卒業式を行う[2]。
  - 3月19日 - 北足柄小学校閉校式を挙行。148年10ヶ月の歴史に幕を閉じる。南足柄小学校へ統合される[6]。

## 教育方針

### 学校教育目標「自分のよさが輝き、自立する子ども」[7]
- めざす学校像「‐明日も楽しみな学校‐　学びあいのある学校　笑顔あふれる学校　信頼される開かれた学校」
- めざす児童像「笑顔　自立　感謝」
  1. 自ら課題を発見し、調べ、考え表現できる子
  2. 友達との誓いを深め、明るく思いやりのある子
  3. 役割を自覚して、やりぬくことができる子
  4. 進んで健康づくりに励む子
  5. 地域を愛し、郷土に誇りを持つ子

## 児童会活動
- 通称「北っ子会議」という児童会活動が盛んで子どもが中心になって、遊びや学校の目標などを作っていた。[8]

## 通学区域
- 南足柄市北部の３地区[2]
  - 内山
  - 矢倉沢
  - 地蔵堂

## 進学先中学校
- 南足柄市立南足柄中学校（2010年～）[9]

　　2010年以前までは同市立北足柄中学校（現キャンプ場）へ進学していた。2010年３月末日に同校が閉校、南足柄中学校へ統合されたため、以降は南足柄中学校へ進学。

## 交通
- 箱根登山バス「内山」バス停より徒歩１分

## 関係者

### 出身者
- 古谷拓夢（陸上競技選手、2009年３月卒業） - 110mハードル、13秒92の16歳世界最高記録（2017年6月30日時点）保持者[11]。

## 校歌
作詞：松永 長雄　　作曲：深山 桂

## 閉校関連
- 閉校記念碑の除幕式が2022年３月17日（木）に開かれた。記念碑には、開校日と閉校日が刻まれているほか、校舎と校旗の画像、校歌の歌詞が記された板が埋め込まれている。[13]
- ひかりTV「OH!舞 DA PUMP!!エボリューション」番組内の企画で、U-YEAH探偵が閉校する小学校での思い出作りに協力する様子が2022年2月27日 (日) に放送された。[14]
- FMヨコハマ「まんてんサンデーズ」の番組コーナー「スクールデイズサンデーズ」で、校歌が閉校当時の校長や卒業生からのメッセージとともに2022年４月24日(日)に放送された。[8]